# K. K. Beck
Pour les articles homonymes, voir Beck et Marris.
K. K. Beck, née le 22 septembre 1950 à Seattle, dans l'État de Washington, est une femme de lettres américaine, auteure de romans policiers.

## Biographie
Journaliste de formation, elle publie en 1984 son premier roman, Death in a Deck Chair qui inaugure une série policière consacrée à Iris Cooper, une collégienne délurée qui cherche à démêler des intrigues criminelles avec l'aide de son ami, Jack Clancy, un reporter de Portland, dans l'État de l'Oregon.
En 1992, avec A Hopeless Case, elle amorce une autre série policière, ayant cette fois pour héroïne Jane Da Silva, une chanteuse de cabaret doublée d'une détective privée coriace qui mène ses enquêtes à Seattle et dans ses environs.
En 1993, avec la nouvelle A Romance in the Rockies, elle est lauréate du prix Agatha de la meilleure nouvelle.
En 1996, elle fait paraître Des voisins trop parfaits (Bad Neighbors).
À partir de 1993, elle a été l'épouse de Michael Dibdin, un écrivain britannique et auteur de romans policiers, mort en 2007.

## Œuvre

### Romans

#### SérieIris Cooper
- Death in a Deck Chair (1984)
- Murder in a Mummy Case (1986)
- Peril Under the Palms (1989)

#### SérieJane Da Silva
- A Hopeless Case (1992)
- Amateur Night (1993)
- Electric City (1994)
- Cold Smoked (1995)

#### SérieWorkplace
- The Body in the Volvo (1987)
- The Body in the Cornflakes (1992)
- We Interrupt This Broadcast (1997)
- Tipping the Valet (2015)

#### Autres romans
- Young Mrs Cavendish and the Kaiser's Men (1987)
- Without a Trace (1988)
- Unwanted Attentions (1988), aussi titré Have You Seen Me ? Publié en français sous le titre Une famille sans histoire, Paris, Belfond (2001)  (ISBN 2-7144-3724-9) ; réédition, Paris, Pocket, coll. « Presses-Pocket » no 11654 (2004)  (ISBN 2-266-12431-5)
- Bad Neighbors (1996) Publié en français sous le titre Des voisins trop parfaits, Paris, Belfond (1997)  (ISBN 2-7144-3451-7) ; réédition, Paris, Pocket, coll. « Presses-Pocket » no 11091 (2001)  (ISBN 2-266-10480-2)
- The Revenge of Kali-Ra (1999)
- Fake (2002)
- Snitch (2005)

### Roman signé Marie Oliver
- Death of a Prom Queen (1984)

### Recueil de nouvelles
- The Tell-Tale Tattoo and Other Stories (2002)

### Nouvelles
- A Romance in the Rockies (1993)
- Rule of Law (1996)

## Adaptation
- 1994 : Shadow of Obsession, téléfilm américain réalisé par Kevin Connor, adaptation de Unwanted Attentions

## Prix et distinctions

### Prix
- Prix Agatha 1993 de la meilleure nouvelle pour A Romance in the Rockies[1]

### Nomination
- Prix Edgar-Allan-Poe 1996 de la meilleure nouvelle pour Rule of Law'[2]